# Golfo della Uda
Il golfo della Uda (in russo Удская губа, Udskaja guba?) è un'insenatura situata sulla costa occidentale del mare di Ochotsk, in Russia. Si trova nel Tuguro-Čumikanskij rajon, nel Territorio di Chabarovsk (Circondario federale dell'Estremo Oriente).

## Geografia
Il golfo è lungo circa 100 km e largo 88 km, la profondità massima del mare è di 36 m. Nel golfo sfocia il fiume Uda che gli dà il nome; all'entrata dell'insenatura si trovano le isole Šantar, a sud-est c'è il golfo del Tugur. Sulla costa del golfo della Uda si trova il porto di Čumikan.